# Dianthus viscidus
Dianthus viscidus är en nejlikväxtart som beskrevs av Jean-Baptiste Bory de Saint-Vincent och Chaub. Dianthus viscidus ingår i släktet nejlikor, och familjen nejlikväxter. Inga underarter finns listade i Catalogue of Life.